# Aragnouet
Aragnouet (okzitanisch: Aranhoet) ist eine französische Gemeinde mit 286 Einwohnern (Stand: 1. Januar 2022) im Département Hautes-Pyrénées in der Region Okzitanien (vor 2016 Midi-Pyrénées). Sie gehört zum Arrondissement Bagnères-de-Bigorre und zum Kanton Neste, Aure et Louron.

## Geographie
Aragnouet liegt etwa 25 Kilometer südlich von Bagnères-de-Bigorre am Neste, in den hier sein Zufluss Neste de Couplan einmündet. Im Süden der Gemeinde verläuft auf dem Pyrenäen-Hauptkamm die Grenze zu Spanien. Umgeben wird Aragnouet von den Nachbargemeinden Saint-Lary-Soulan und Vignec im Norden und Nordosten, Cadeilhan-Trachère im Nordosten, Tramezaïgues im Osten, Bielsa (Spanien) im Süden, Gavernie-Gèdre mit Gèdre im Westen, Luz-Saint-Sauveur im Westen und Nordwesten sowie Barèges im Nordwesten.

## Bevölkerungsentwicklung
| Jahr      | 1962 | 1968 | 1975 | 1982 | 1990 | 1999 | 2006 | 2013 | 2020 |
| Einwohner | 215  | 201  | 160  | 260  | 336  | 260  | 246  | 242  | 249  |

## Sehenswürdigkeiten

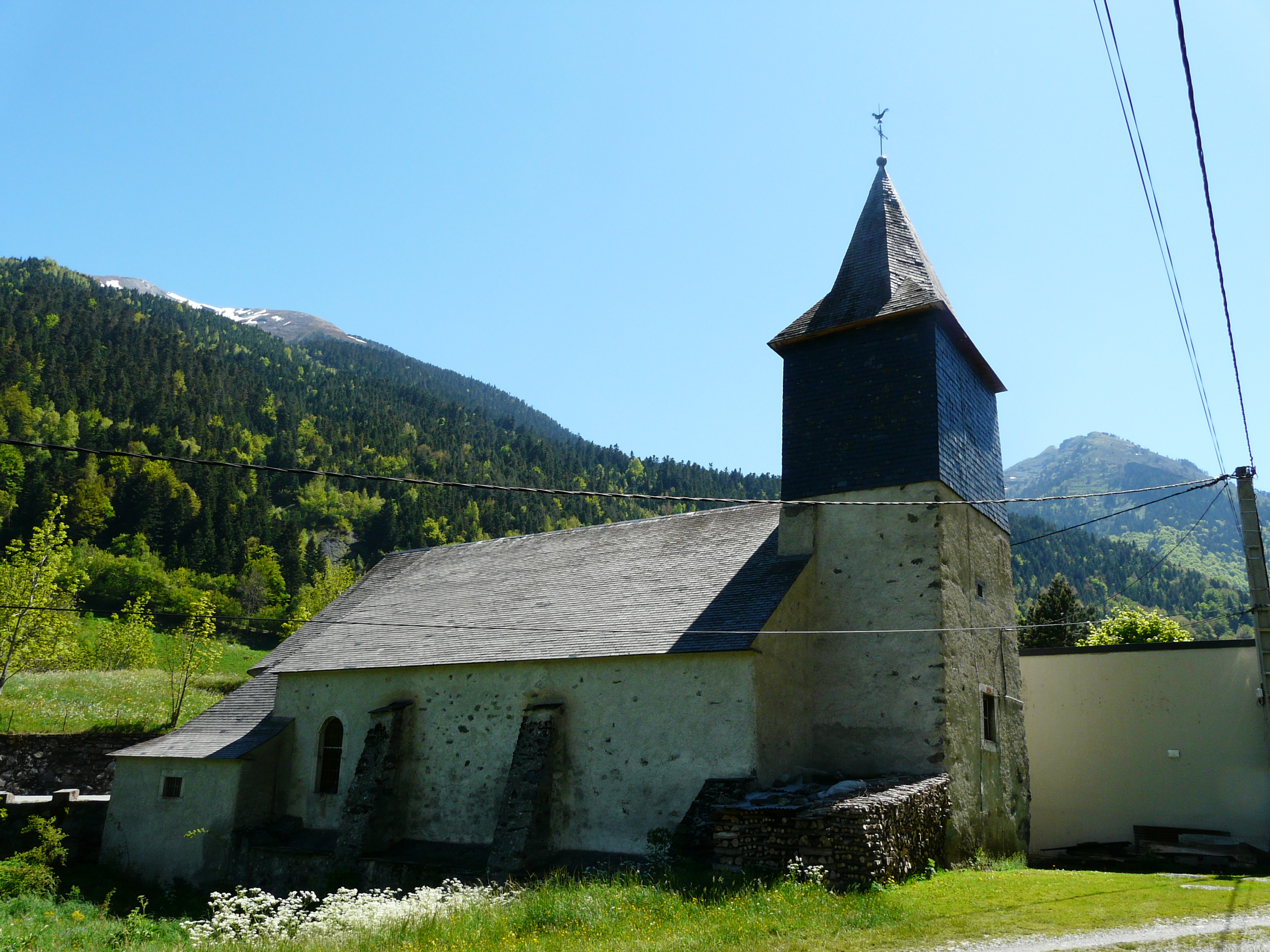
Kirche Saint-Pierre-aux-Liens in Aragnouet
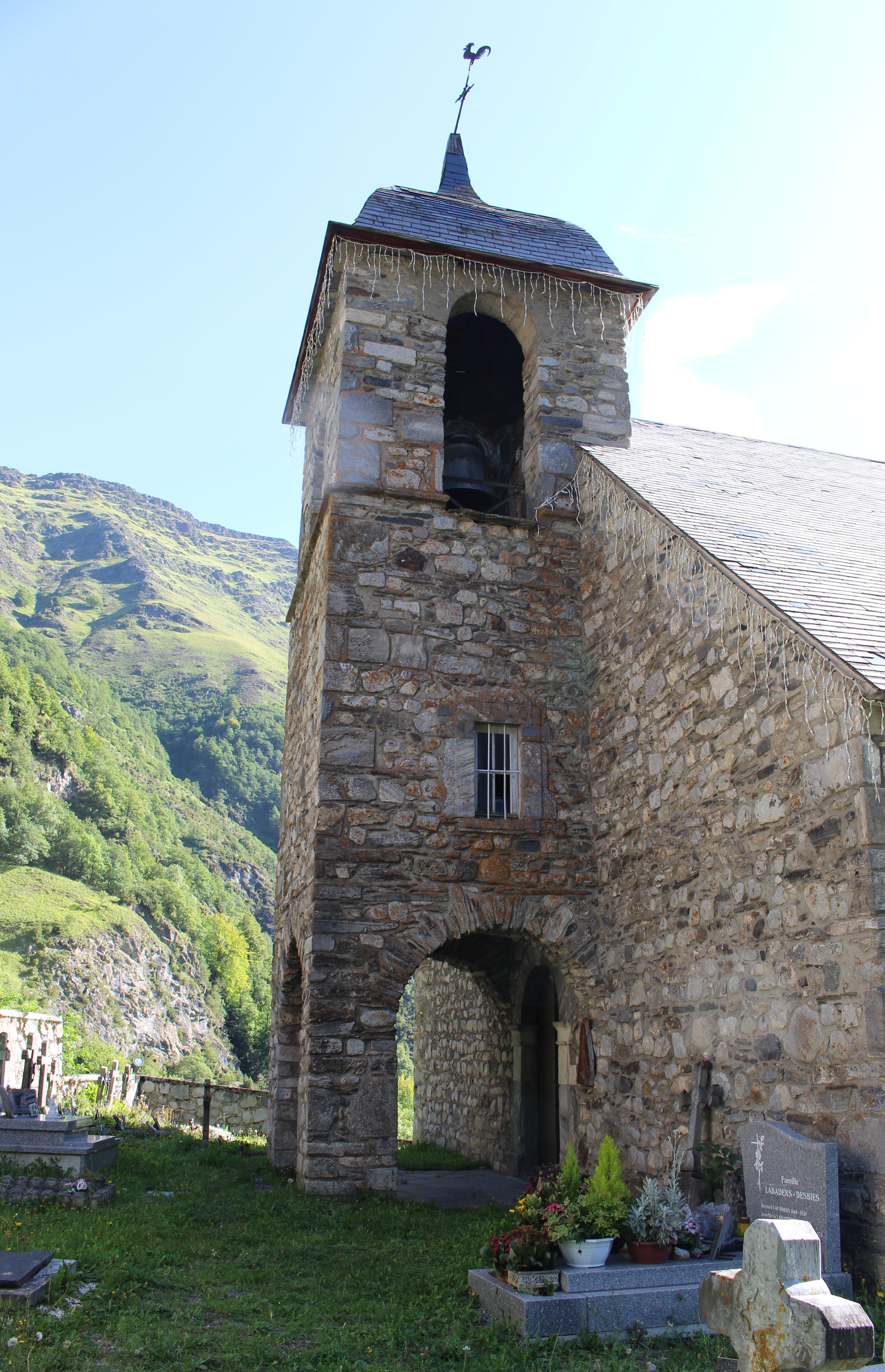
Kirche Saint-Pierre-aux-Liens in Éget
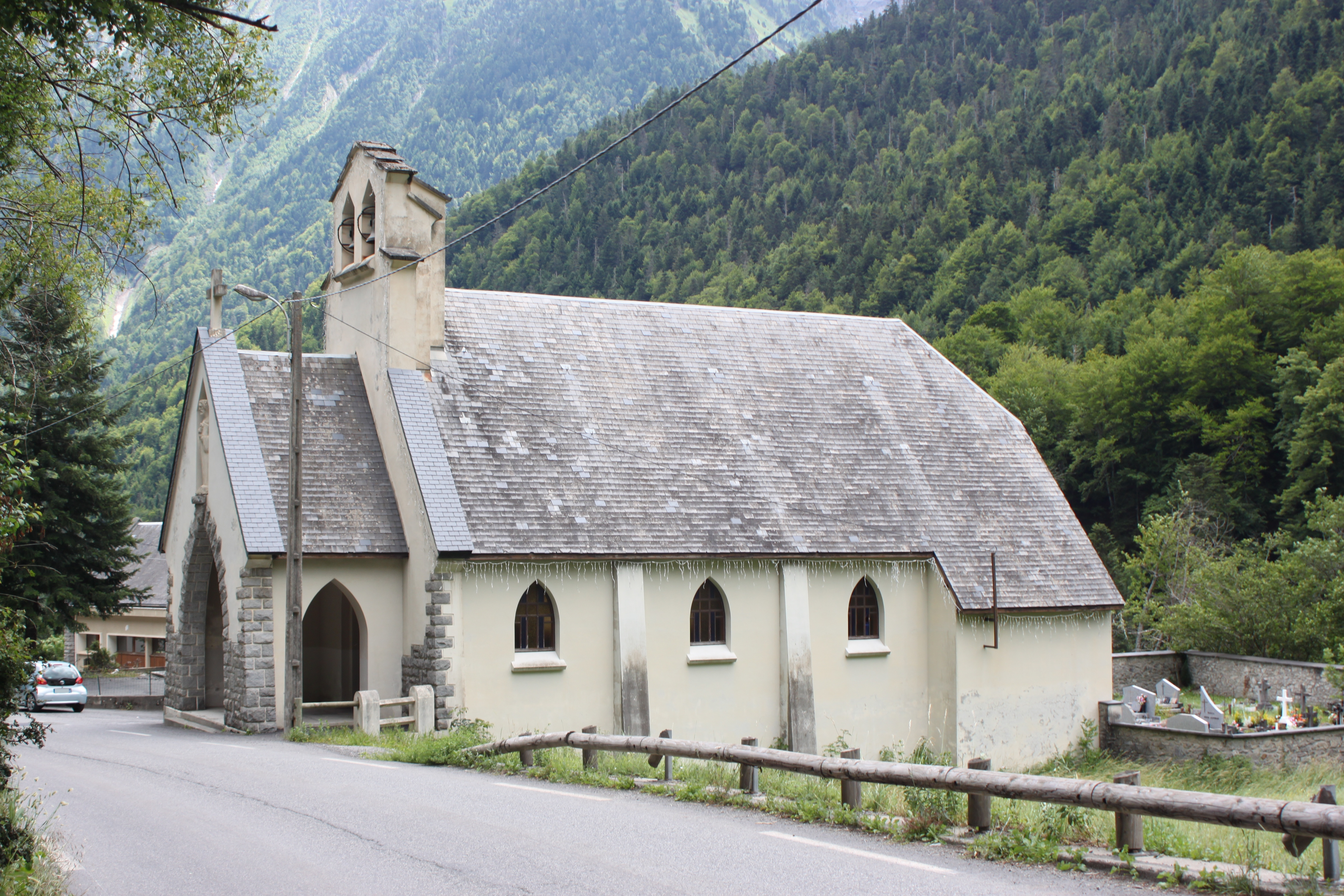
Kirche Saint-Pierre-aux-Liens in Fabian
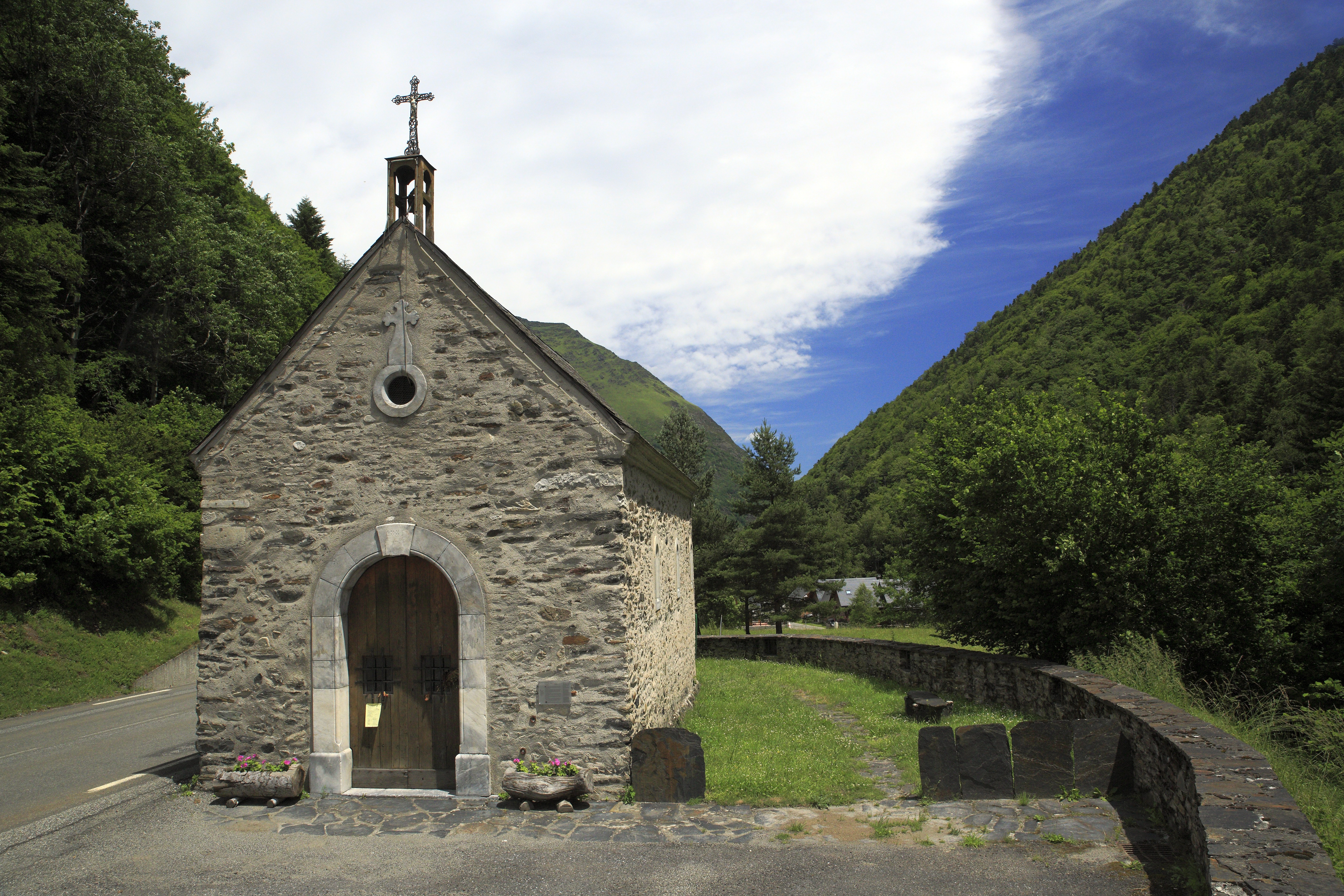
Kapelle Notre-Dame in Méyabat
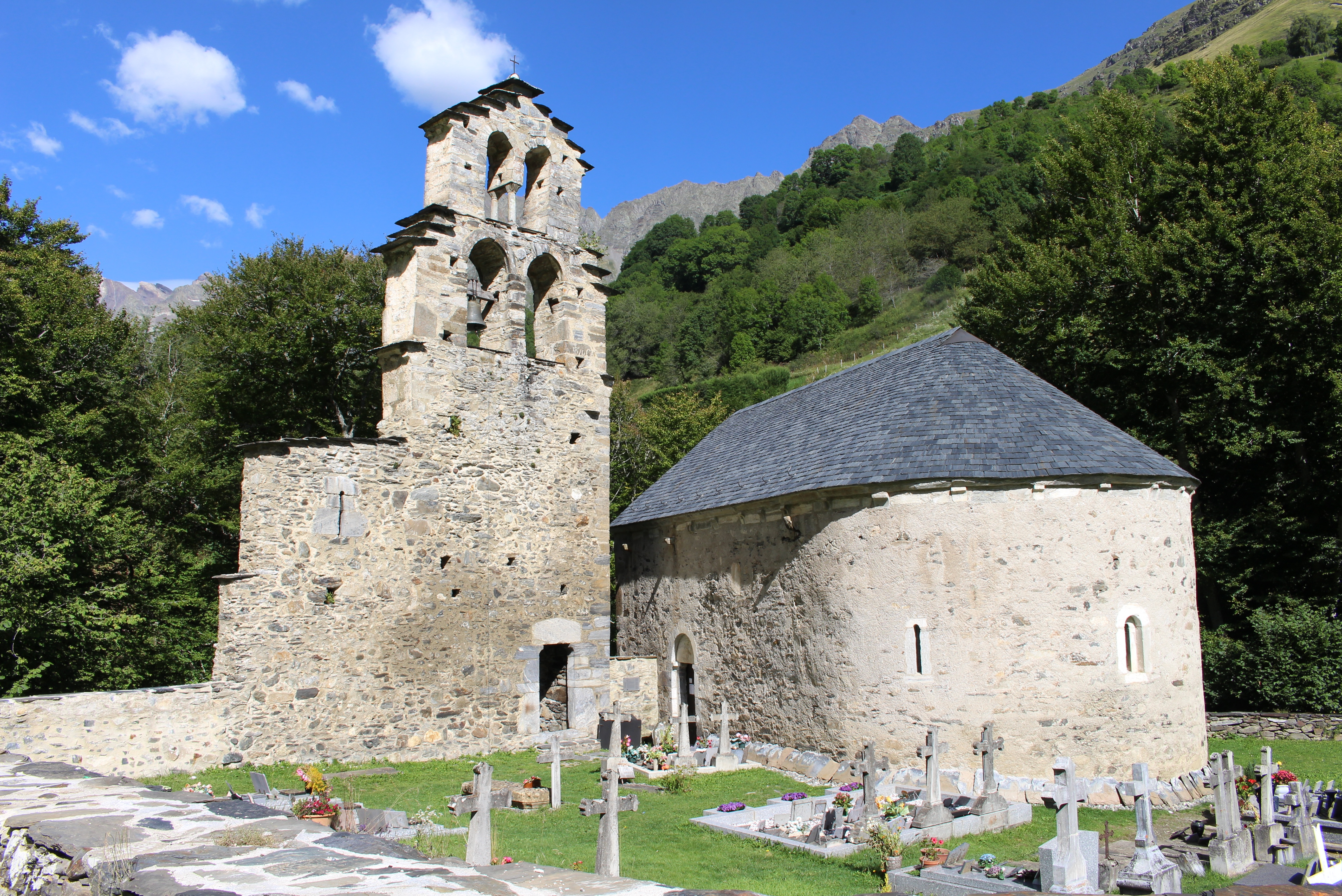
Templerkapelle Mariä Himmelfahrt
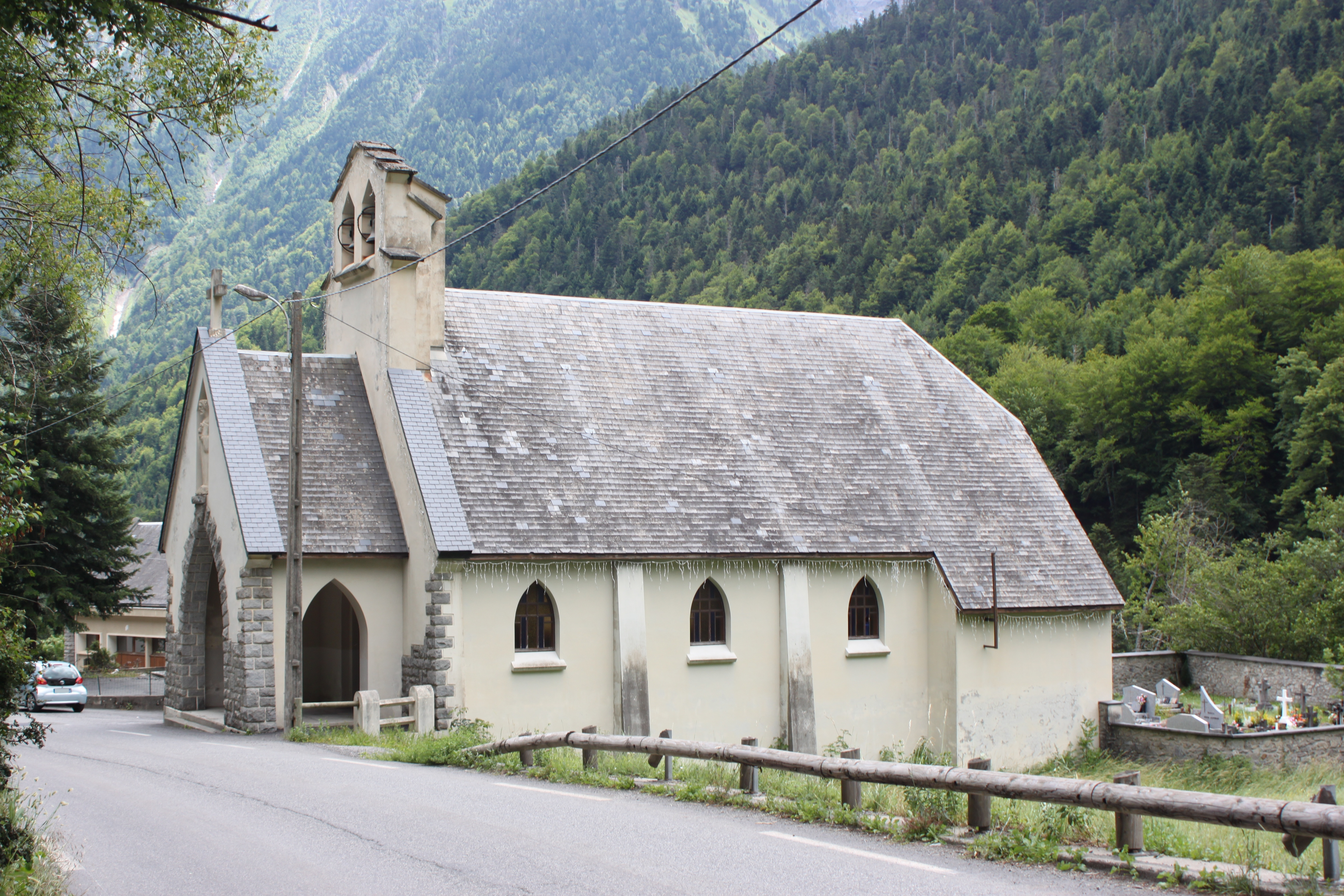
Kapelle Saint-Pierre-aux-Liens in Fabian
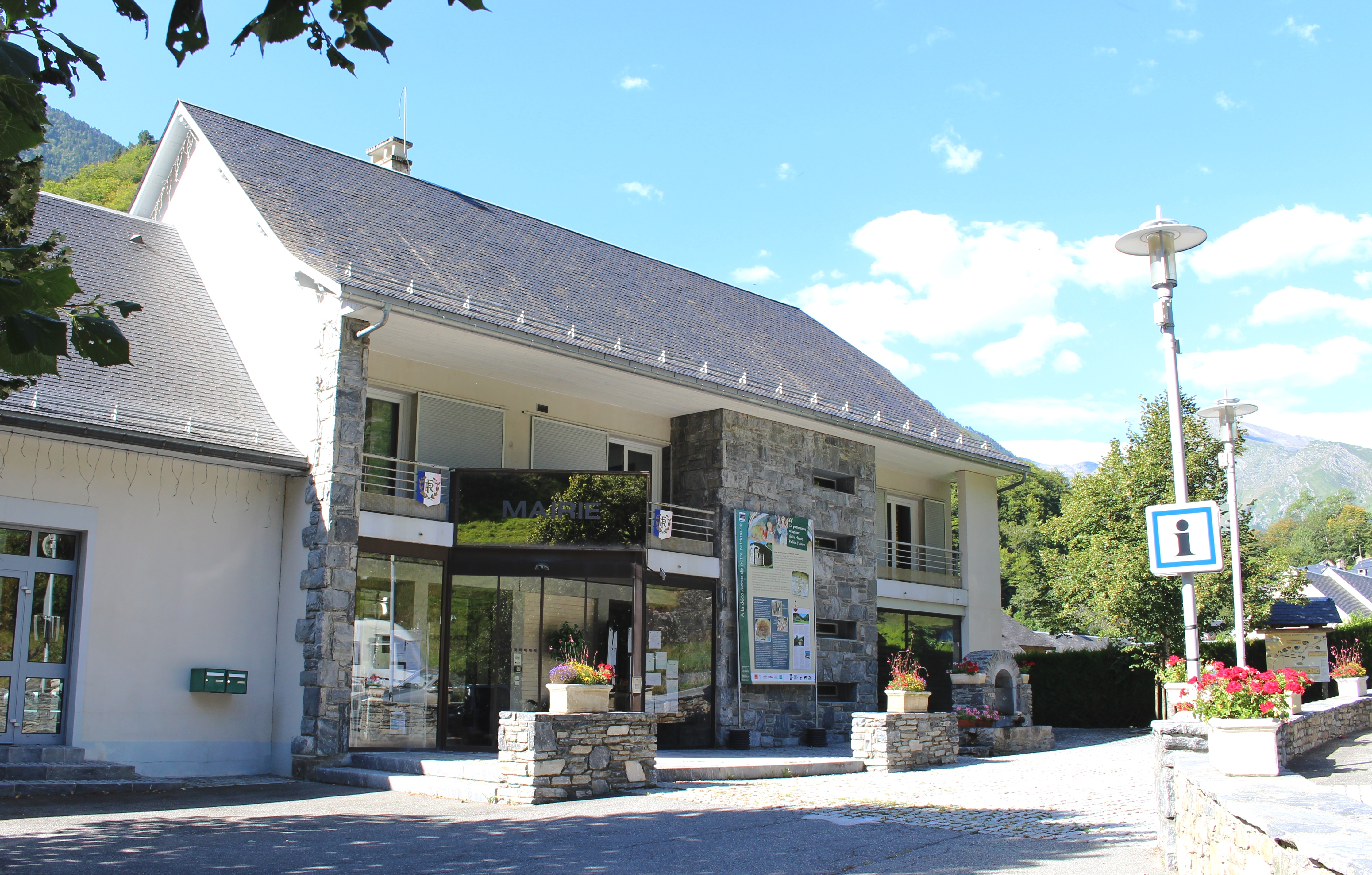
Mairie (Rathaus)

- mehrere Kapellen

- Kirche Saint-Pierre-aux-Liens in Aragnouet
- Kirche Saint-Pierre-aux-Liens in Éget
- Kirche Saint-Pierre-aux-Liens in Fabian
- Kapelle Notre-Dame in Méyabat
- Templerkapelle Mariä Himmelfahrt
- Kapelle Saint-Pierre-aux-Liens in Fabian
- Mairie (Rathaus)